# Suzanne Bodin de Boismortier
Suzanne Bodin de Boismortier (Perpiñán, 13 de noviembre de 1722-París, 25 de junio de 1799) fue una escritora y dramaturga francesa.
Sus padres eran el compositor Joseph Bodin de Boismortier y Marie Valette, hija de un orfebre catalán. Se desconocen los detalles de su vida, a excepción de que consiguió cierta fama con la publicación de varias obras de teatro y dos novelas: Mémoires historiques de la Comtesse de Mariemberg (Ámsterdam, 1751) e  Histoire de Jacques Feru et de la valeureuse demoiselle Agathe Mignard (La Haya, 1766).
También se le atribuye Histoires morales suivies d'une correspondance épistolaire entre deux dames (París, 1768).